# Tužbina
Koordinati:   43°47′22″N, 15°36′30″E
Tužbina je majhen nenaseljen otoček v Jadranskem morju. Pripada Hrvaški.
Tužbina leži pred vhodom v zaliv Kosirina okoli 0,6 km JJV od rta Kosirina na zahodni obali otoka Murter. Površina otočka meri 0,012 km². Dolžina obalnega pasu je 0,45 km.